# سیارک ۸۴۴۹
سیارک ۸۴۴۹ (به انگلیسی: 8449 Maslovets، نامگذاری:1977EO1) هشت هزار و چهارصد و چهل و نهمین سیارک کشف شده‌است که در ۱۳ مارس ۱۹۷۷ کشف شد.
قدر مطلق سیارک برابر ۱۲٫۹۰ است.